# اختلال شخصیت اسکیزوتایپال
اختلال شخصیت اسکیزوتایپال (انگلیسی: Schizotypal personality disorder (STPD)) نوعی اختلال شخصیت است که با ویژگی‌هایی همچون بدگمانی، ترس اجتماعی، علاقه به انزوای اجتماعی، تفکر جادویی، عقاید منحصر به فرد، خطاهای ادراکی و مسخ واقعیت مشخص می‌شود. این اختلال شخصیت می‌تواند به بنیادگرایی مذهبی نیز منتهی شود که شخص درگیر احساسات و نقش پیامبرگونه می‌شود و خود را دارای قدرت ویژه‌ای می‌بیند.

## همه گیر شناسی
این اختلال در قریب ۳ درصد از جمعیت پیدا می‌شود. نسبت جنسی آن معلوم نیست. در بستگان تنی (بیولوژیک) بیمار مبتلا به اسکیزوفرنی، بیشتر از گروه‌های شاهد (کنترل) است و میزان همگامی دوقلوهای تک تخمکی از نظر ابتلا به آن بیش از دوقلوهای دو تخمکی است (در یک مطالعه سی و سه درصد و در مقابل چهار درصد).

## تشخیص
اختلال شخصیت اسکیزوتایپی را بر اساس تفکر، رفتار و ظاهر منحصر به فرد بیمار تشخیص می‌دهند. گرفتن تاریخچه ممکن است دشوار باشد، چون ارتباط و مکالمه بیمار، غیرمعمول است.
بنا بر این، یک‌تعداد ملاک‌هایی وجود دارند که بر اساس تشخیص DSM-IV-TR، این اختلال را می‌توان توضیح داد و به‌ آن، پرداخت. از همین‌رو، ملاک‌ها عبارت‌اند از موارد زیر می‌باشد:
الف) نواقصی در روابط اجتماعی و بین فردی که مشخصه آن، بروز رنج و مشقتی حاد در روابط صمیمانه و کاهش قابلیت داشتن این روابط و نیز تحریفات شناختی یا ادراکی و نیز نامتعارف بودن رفتار است، به‌طوری‌که این الگوی نافذ و فراگیر از اوایل بزرگسالی شروع شده باشد و در زمینه‌های مختلف به چشم آید، که علامت آن وجود لااقل پنج تا از موارد زیر است:
(۱) افکار انتساب به خود؛ نه هذیان‌های انتساب به خود
(۲) اعتقادات عجیب یا افکار جادویی که بر رفتار اثر بگذارند و با هنجارهای برآمده از خرده فرهنگِ فرد همخوانی نداشته باشند (مثل خرافاتی بودن، اعتقاد به غیب بینی، دور آگاهی (تله پاتی)، یا «حس ششم»؛ در کودکان و نوجوانان به صورت تخیلات یا اشتغالات ذهنی غریب).
(۳) تجارت غیرمعمول ادراکی، از جمله خطاهای ادراکی جسمی.
(۴) تفکر و تکلمی عجیب (مثلاً مبهم، حاشیه پردازانه، استعاره‌ای، با شرح و تفصیل مفرط، یا قالبی).
(۵) شکاکیت یا فکر بدگمانانه.
(۶) حالت عاطفی نابجا یا محدود.
(۷) رفتار یا وضع ظاهری عجیب، نامتعارف، یا مخصوص به خود.
(۸) فقدان دوستان صمیمی یا مورد اطمینان، به جز بستگان درجه اول.
(۹) اضطراب مفرط در میان جمع به‌طوری‌که با آشنا شدن هم کاهش نیابد؛ این اضطراب بیشتر به ترس توأم با بدگمانی فرد مرتبط است نه به قضاوت منفی در مورد خودش.
ب) منحصراً در سیر اسکیزوفرنی، اختلال خلقی با خصایص روان‌پریشانه، سایر اختلالات روان‌پریشانه، یا یکی از اختلالات نافذ رشد پیدا نشده باشد.
نکته: اگر این ملاک‌ها پیش از شروع اسکیزوفرنی وجود داشته باشند، قید «پیش مرضی» را باید افزود، مثلاً «اختلال شخصیت اسکیزوتایپی (پیش مرضی)».

## خصایص بالینی
در اختلال شخصیت اسکیزوتایپی، تفکر و نحوه ارتباط برقرار کردن، مختل شده‌است. بیماران اسکیزوتایپی گرچه اختلال فکر واضحی ندارند، اما تکلمشان متمایز یا ویژه است، ممکن است معنایش را فقط خودشان بفهمند، و اغلب نیازمند تفسیر است. بیماران مبتلا به اختلال شخصیت اسکیزوتایپی نیز مثل بیمار مبتلا به اسکیزوفرنی ممکن است از احساسات خود باخبر نباشند؛ اما به کشف احساسات دیگران به ویژه حالات عاطفی منفی مثل خشم، بسیار حساس‌اند. آن‌ها ممکن است افکاری خرافی داشته باشند یا مدعی غیب بینی و داشتن سایر قدرت‌های فکری و بصیرت‌های ویژه باشند. جهان درونی آن‌ها ممکن است پر از ترس‌ها و تخیلات کودکانه و نیز رابطه با افرادی خیالی و تصوری باشد که آن‌ها را به وضوح می‌بینند. ممکن است اعتراف کنند که خطای ادراک یا درشت بینی (ماکروپسی) دارند و افراد را مثل آدم‌های چوبی یا چیزی شبیه آن می‌بیند.
آن‌ها روابط بین فردی مخدوشی دارند و ممکن است اعمال نامناسبی از آن‌ها سر بزند. در نتیجه، آدم‌هایی منزوی اند و دوستی ندارند یا بسیار کم دارند. این گونه بیماران ممکن است برخی از خصایص اختلال شخصیت مرزی را هم از خود نشان دهند و در واقع می‌شود این دو تشخیص را هم‌زمان نیز در کسی مطرح کرد. بیماران دچار اختلال شخصیت اسکیزوتایپی اگر تحت فشار روانی واقع شوند، ممکن است از حال عادی خارج شوند و علایم روان‌پریشی پیدا کنند، اما مدت این علایم معمولاً کوتاه است. در حالات شدید، بی لذتی و افسردگی شدید هم ممکن است وجود داشته باشد.

## یک شرح حال
مرد ۴۱ ساله‌ای جهت بهبود مهارت‌های اجتماعی به برنامه فعالیت‌های مرکز بهداشت روانی و اجتماعی ارجاع شده بود. در تمام عمرش از لحاظ اجتماعی منزوی بود، هیچ دوست واقعی نداشت و ساعات طولانی نگران این موضوع بود که افکار خشمگینانه‌اش در مورد برادر بزرگترش سبب صدمه به او می‌شود. او قبلاً کارمند یک اداره دولتی بود، اما به دلیل بازدهی پایین و حضور نامرتب شغلش را از دست داده بود.
در جریان مصاحبه، بیمار سرد و تا حدودی بی‌اعتماد به نظر می‌رسید. او جریان زندگی روزمره و یکنواخت خود را به تفصیل و غالباً با جزئیات نامربوط توصیف می‌کرد. به مصاحبه گر گفت که در مغازه حیوانات خانگی ۱/۵ ساعت صرف می‌کند تا تصمیم بگیرد از دو مارک غذای ماهی کدامیک را خریداری کند و منافع نسبی هر یک از دو نوع را تشریح نمود. دستورالعمل شستشوی شلوار جین جدیدش را ۲ روز مطالعه کرده بود. آیا جمله «پیش از پوشیدن شسته شود» به معنای آن است که شلوار بایستی پیش از بار اول پوشیدن شسته شود یا به دلایلی بایستی هر بار قبل از پوشیدن شسته شود؟ او نگرانی‌هایی از این دست را بی معنا نمی‌دانست، هرچند اقرار کرد زمانی که صرف تفکر در مورد آن‌ها کرده احتمالاً بیش از حد لازم بوده‌است. بیمار توضیح داد اغلب چندین مارک از یک جنس (مانند قوطی بازکن‌های مختلف) را می‌خرد و آن‌ها را در بسته‌بندی اصلیشان در کمدش نگه می‌دارد و معتقد است این اجناس روزی در آینده به دردش می‌خورند. او با اینکه موجودی حساب بانکی‌اش قابل توجه بود اما معمولاً چندان مایل نبود بابت چیزهایی که واقعاً به آن‌ها نیاز داشت پول خرج کند. او آخرین صورتحساب ماهیانه بانکی خود، از جمله مبلغ هر چک و تراز مالی پس از نوشتن هر چک را به خاطر داشت و تراز مالی خود را در هر روز بخصوص به خاطر داشت اما گاهی نگران می‌شد که آیا فلان چک تسویه شده یا خیر.
او از مصاحبه‌کننده پرسید اگر وارد برنامه مزبور شود، ملزم به شرکت در گروه‌ها خواهد بود؟ و خاطرنشان کرد گروه او را بسیار عصبی می‌کند، زیرا احساس می‌کند اگر بیش از حد اطلاعات شخصی خود مانند میزان موجودی حساب بانکی‌اش را فاش کند، دیگران سرش کلاه می‌گذارند یا از او سوء استفاده خواهند کرد.

## تشخیص افتراقی
افراد مبتلا به اختلال شخصیت اسکیزوتایپی را به لحاظ نظری از بیماران دچار اختلال شخصیت اسکیزوئید و دوری گزین بر این اساس می‌توان افتراق داد؛ در رفتار، تفکر، ادراک، و نحوه ارتباط و مکالمه مبتلایان به اسکیزوتایپی غرابت‌هایی وجود دارد که در دو دسته دیگر نیست؛ همچنین در سابقه خانوادگی اسکیزوتایپی‌ها، اسکیزوفرنی به وضوح دیده می‌شود که این هم شاید مبنای دیگری برای تمایز آن‌ها از افراد اسکیزوئید و درون گزین باشد. بیماران مبتلا به اختلال شخصیت اسکیزوتایپی از بیماران مبتلا به اسکیزوفرنی نیز به خاطر نداشتن روان‌پریشی قابل افتراق‌اند. در این‌ها اگر هم علایم روان‌پریشی ظاهر شود، گذرا و پراکنده خواهد بود. بیمارانی هستند که هم ملاک‌های اختلال شخصیت اسکیزوتایپی را دارند و هم واجد ملاک‌های اختلال شخصیت مرزی‌اند. افراد مبتلا به اختلال شخصیت پارانوئید نیز مشخصه‌شان شکاکیت است، اما آن رفتار غریبی را که در بیماران مبتلا به اختلال شخصیت اسکیزوتایپی دیده می‌شود، ندارند.

## سیر و پیش‌آگهی
در مطالعه دراز مدتی که تامس مک گلاشان انجام داده است، گزارش شده که ده درصد افراد مبتلا به اختلال شخصیت اسکیزوتایپی بالاخره دست به خودکشی می‌زنند. در مطالعات گذشته نگر نیز دیده شده که بسیاری از بیمارانی که به نظر می‌رسیده مبتلا به اسکیزوفرنی باشند، در واقع دچار اختلال شخصیت اسکیزوتایپی بوده‌اند و امروزه این دیدگاه بالینی رایج است که اختلال شخصیت اسکیزوتایپی، شخصیت پیش مرضی (پره موربید) بیمار مبتلا به اسکیزوفرنی است. در عین حال برخی از بیماران هم در تمام عمر خود به‌طور ثابت شخصیت اسکیزوتایپی دارند و علی‌رغم همه غرابت‌هایی که دارند، ازدواج می‌کنند و شغلی در پیش می‌گیرند.

## درمان
روان‌درمانی:
اصول درمان اختلال شخصیت اسکیزوتایپی در اساس، تفاوتی با اصول درمان اختلال شخصیت اسکیزوئید ندارد، جز اینکه با بیماران دسته اول باید برخوردی دقیق و محتاطانه داشت. این بیماران الگوهای فکری ویژه‌ای دارند و برخی در فرقه‌های مختلف، آیین‌های غریب مذهبی و جشن‌ها و مراسم جادویی و مافوق طبیعی، می‌شوند. درمانگر نباید این گونه فعالیت‌ها را تمسخر و استهزا کند یا دربارهٔ اعمال و اعتقاد آن‌ها موضع قضاوتگرانه‌ای بگیرد.
دارو درمانی: داروهای ضدّ روان پریشی برای مقابله با افکار انتساب به خود، خطاهای ادراکی، و دیگر علایم این اختلال ممکن است مفید باشد و می‌توان آن‌ها را در ترکیب با روان‌درمانی به کار برد. اگر مؤلفه‌ای از افسردگی در شخصیت دیده شود، ضد افسردگی‌ها را نیز می‌توان به کار برد.